# 内迪姆·雷米利
内迪姆·雷米利（法語：Nedim Remili，1995年7月18日—），法国男子手球运动员，2018年欧洲男子手球锦标赛铜牌得主、2020年夏季奥运会男子金牌得主、2024年欧洲男子手球锦标赛金牌得主。